# Tipula subreversa
Tipula subreversa är en tvåvingeart som beskrevs av Alexander 1956. Tipula subreversa ingår i släktet Tipula och familjen storharkrankar. Inga underarter finns listade i Catalogue of Life.